# Zygoballus
Genre
Synonymes
- Amerotritte Mello-Leitão, 1944

Zygoballus est un genre d'araignées aranéomorphes de la famille des Salticidae.

## Distribution
Les espèces de ce genre se rencontrent en Amérique.

## Description

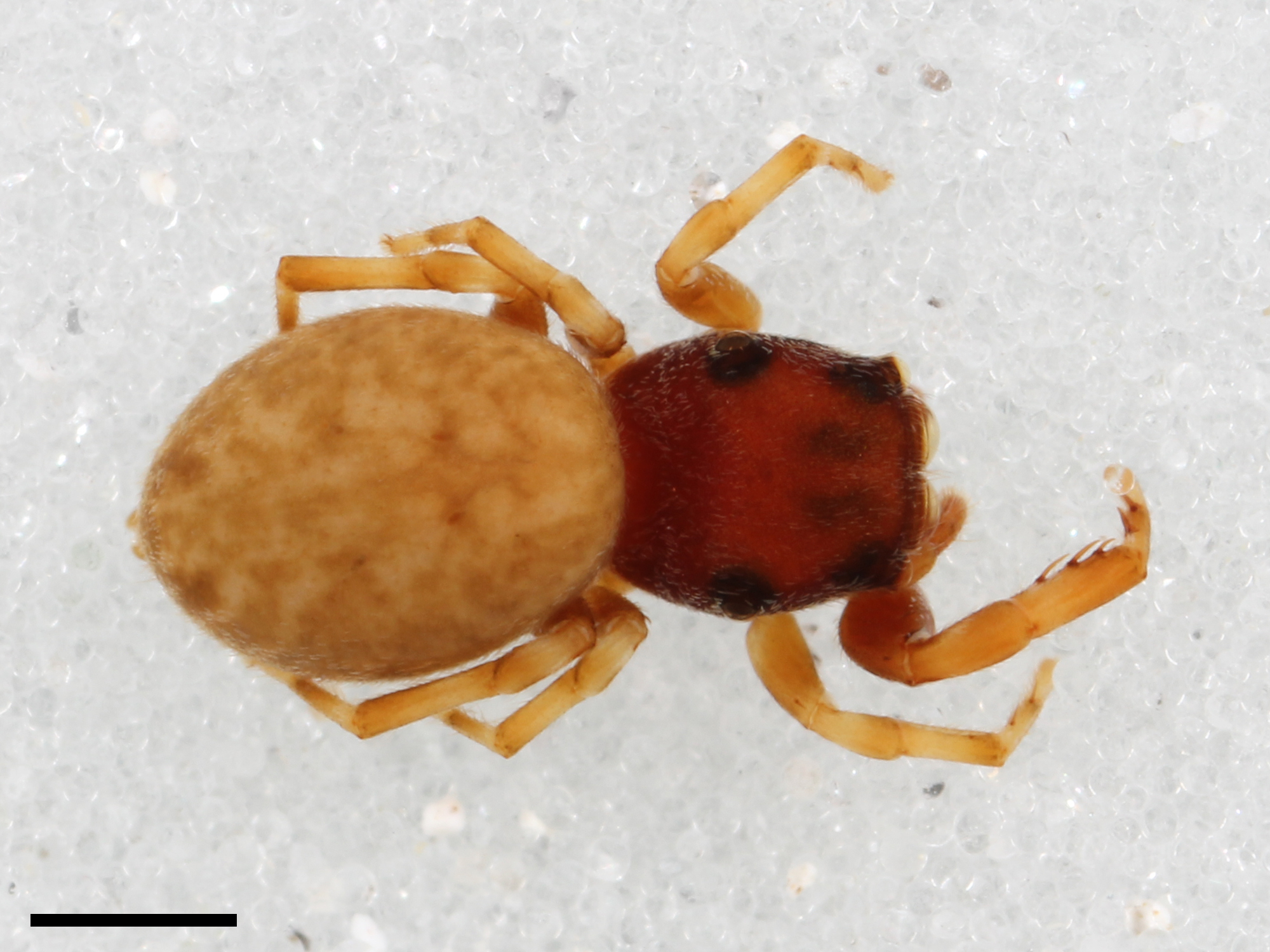
Allotype de Zygoballus concolor conservé dans de l'alcool au musée de Zoologie comparée

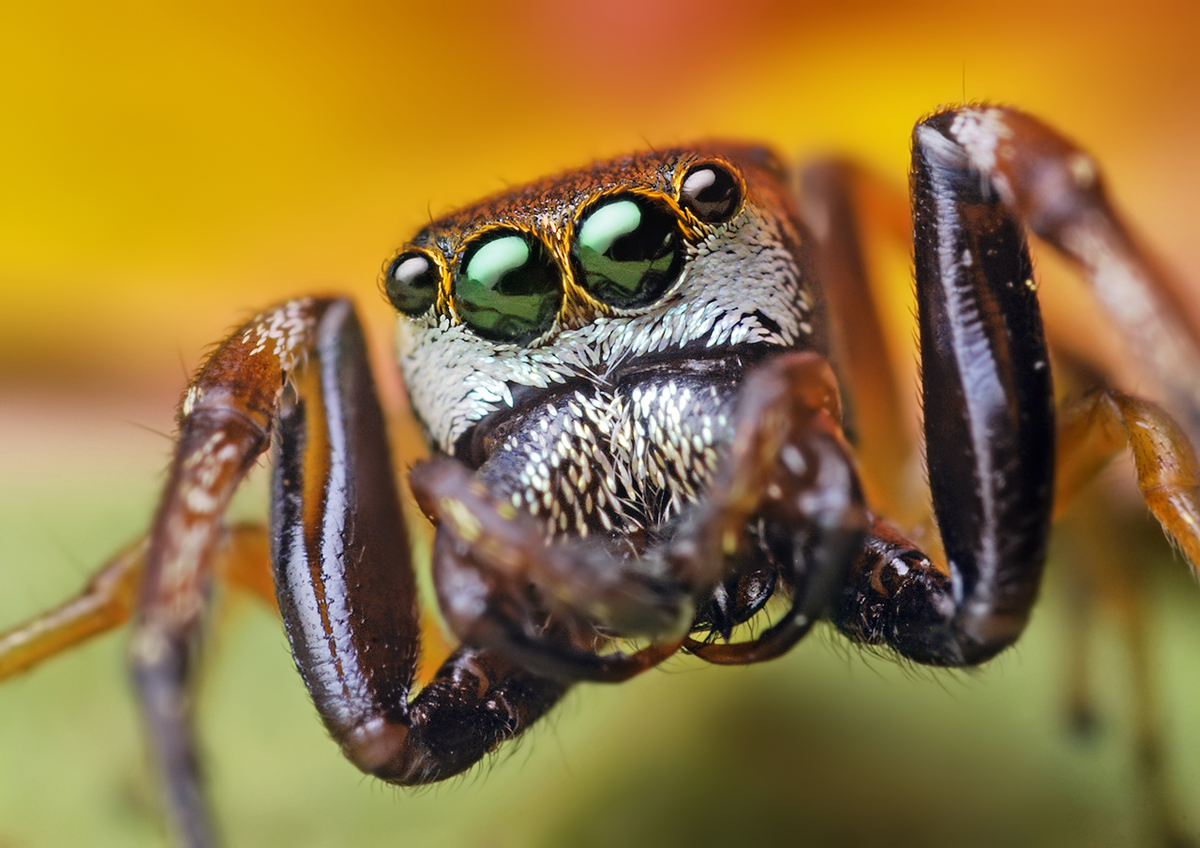
Zygoballus rufipes ♂

Ces araignées sauteuses, très mobiles et rapides sont dotées d'une bonne vue. Elles chassent à l'affut.

## Liste des espèces
Selon World Spider Catalog (version 24, 14/03/2023) :
- Zygoballus amrishi Makhan, 2005
- Zygoballus aschnae Makhan, 2005
- Zygoballus chekokue Rubio, Baigorria & Stolar, 2023
- Zygoballus concolor Bryant, 1940
- Zygoballus electus Chickering, 1946
- Zygoballus gracilipes Crane, 1945
- Zygoballus incertus (Banks, 1929)
- Zygoballus iridescens Banks, 1895
- Zygoballus lineatus (Mello-Leitão, 1944)
- Zygoballus maculatipes Petrunkevitch, 1925
- Zygoballus maculatus F. O. Pickard-Cambridge, 1901
- Zygoballus melloleitaoi Galiano, 1980
- Zygoballus minutus Peckham & Peckham, 1896
- Zygoballus nervosus (Peckham & Peckham, 1888)
- Zygoballus optatus Chickering, 1946
- Zygoballus remotus Peckham & Peckham, 1896
- Zygoballus rishwani Makhan, 2005
- Zygoballus rufipes Peckham & Peckham, 1885
- Zygoballus sexpunctatus (Hentz, 1845)
- Zygoballus suavis Peckham & Peckham, 1895
- Zygoballus tibialis F. O. Pickard-Cambridge, 1901

## Systématique et taxinomie
Ce genre a été décrit par les arachnologistes américains George et Elizabeth Peckham en 1885 dans les Attidae.
Zygoballus rufipes est son espèce type.  
Amerotritte a été placé en synonymie avec Zygoballus par Galiano en 1980 ; Galiano estimant que l'holotype d'Amerotritte lineata était en fait un spécimen de Zygoballus très jeune.
Messua, placé en synonymie avec Zygoballus par Simon en 1903, Simon faisant valoir que Messua desidiosa était une espèce de transition qui différaient « beaucoup moins de Zygoballus typique que ne semblait l'indiquer la description » de Peckham.", a été relevé de synonymie par Maddison en 1996.
Zygoballus était classé dans la sous-famille Dendryphantinae des Salticidae. Maddison en 2015 le place dans les Salticinae, Salticoida, Marpissoida, Dendryphantini, Dendryphantina.

## Étymologie
Le nom de genre dérive d'une combinaison du mot grec ancien ζυγόν (Zygon) qui signifie « joug », et du nom du genre Ballus dont l'étymologie n'a pas été conservée, mais pourrait être liée au mot grec βαλλίζω (ballizo) qui signifie « danser » ou « sauter ».

## Publication originale
- Peckham & Peckham, 1885 : « On some new genera and species of Attidae from the eastern part of Guatemala. » Proceedings of the Natural History Society of Wisconsin, vol. 1885, p. 62-86 (texte intégral).